# Acropora intermedia
Espèce
Statut CITES
Acropora intermedia est une espèce de coraux appartenant à la famille des Acroporidae.